# Capilla de Luis de Lucena
La capilla de Luis de Lucena, originalmente llamada de Nuestra Señora de los Ángeles o de los Urbina, es una capilla situada en la ciudad española de Guadalajara.

## Historia
Fue mandada construir a mediados del siglo XVI por el humanista Luis de Lucena y, en origen, estaba unida a la iglesia de San Miguel hasta su demolición en 1887, momento en que la capilla quedó como edificio aislado.

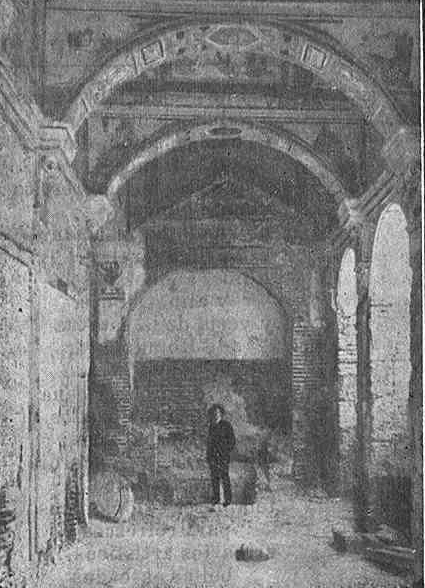
Interior de la capilla hacia 1914

En la segunda década del siglo XX, después de haber sido adquirida por el Estado, fue restaurada siguiendo el proyecto diseñado por el arquitecto Ricardo Velázquez Bosco.
Desde entonces sirvió de almacén de la Comisión Provincial de Monumentos para depósito de obras de arte, piezas artísticas y hallazgos arqueológicos. No obstante, no es hasta finales de siglo cuando es dotada de los necesarios elementos interpretativos para que se expusieran dignamente las yeserías de la capilla de los Orozco, las esculturas yacentes de Juan Sánchez de Oznayo y su mujer, y algunos fragmentos de los sepulcros de los condes de Tendilla.

## Descripción
La capilla disfruta de una rica simbología que se desarrolla tanto en sus elementos constructivos como decorativos, cuyo resultado final es un programa estético arriesgado: una licenza manierista, posicionada en la dialéctica abierta entonces sobre la traza, forma y dimensiones del primitivo y desaparecido templo de Salomón.

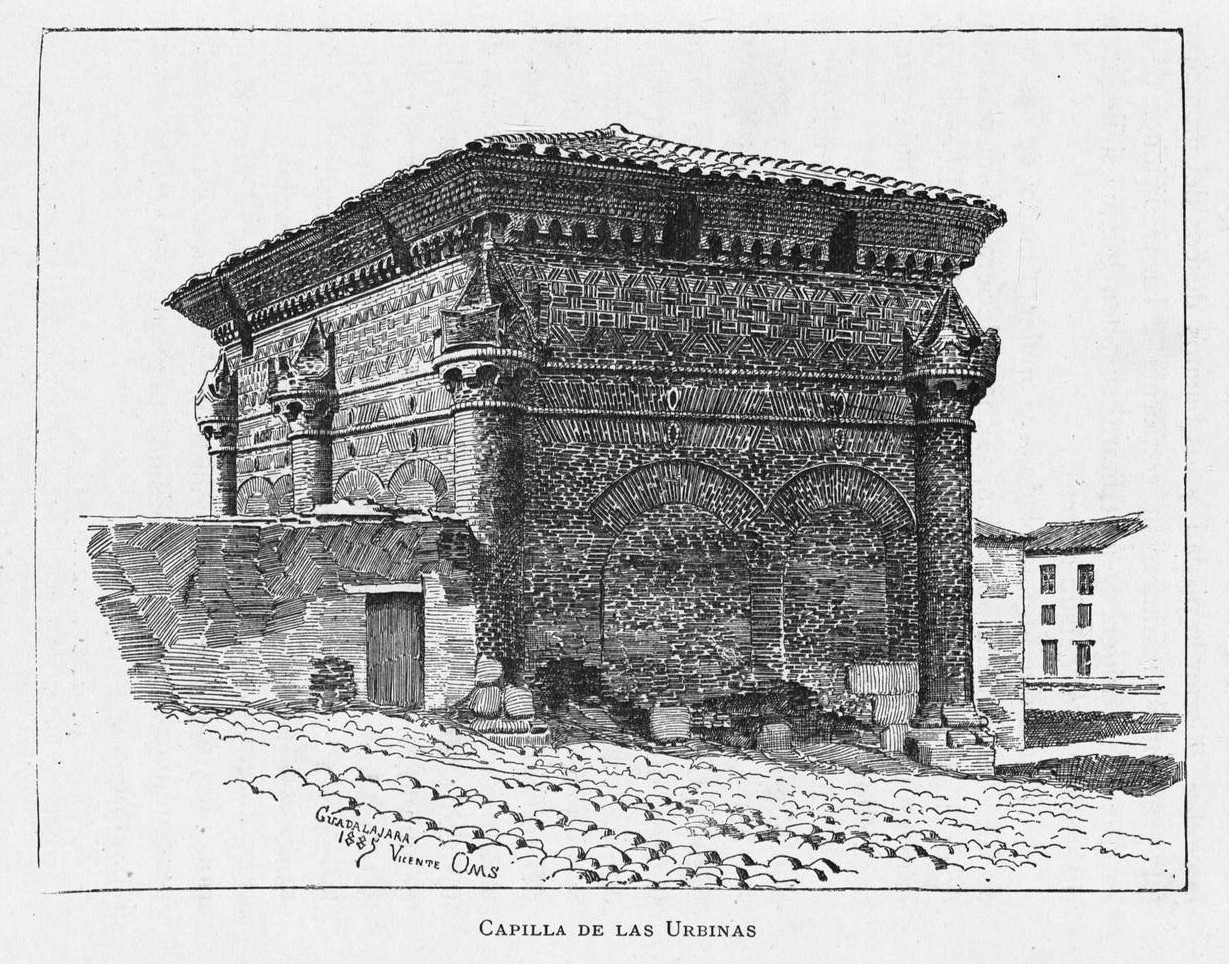
Vista de la capilla en un dibujo de Vicente Oms (1885)

Al exterior tiene un carácter de fortaleza sugerido por los bastiones cilíndricos almenados, su basamento de sillería, la disposición de los ladrillos en el remate –simulando el trenzado de los cestones de zapa–, las aspilleras y las ventanas insertas en un alero de complicada geometría. Además, estas últimas, muestran en el canto de su vierteaguas calizo un salmo davídico.
Todos aquellos elementos y el material de construcción, más allá del ejercicio manierista, relacionan este lugar sagrado con las iglesias fortalezas del Mediodía francés, más que con el mudéjar hispánico.

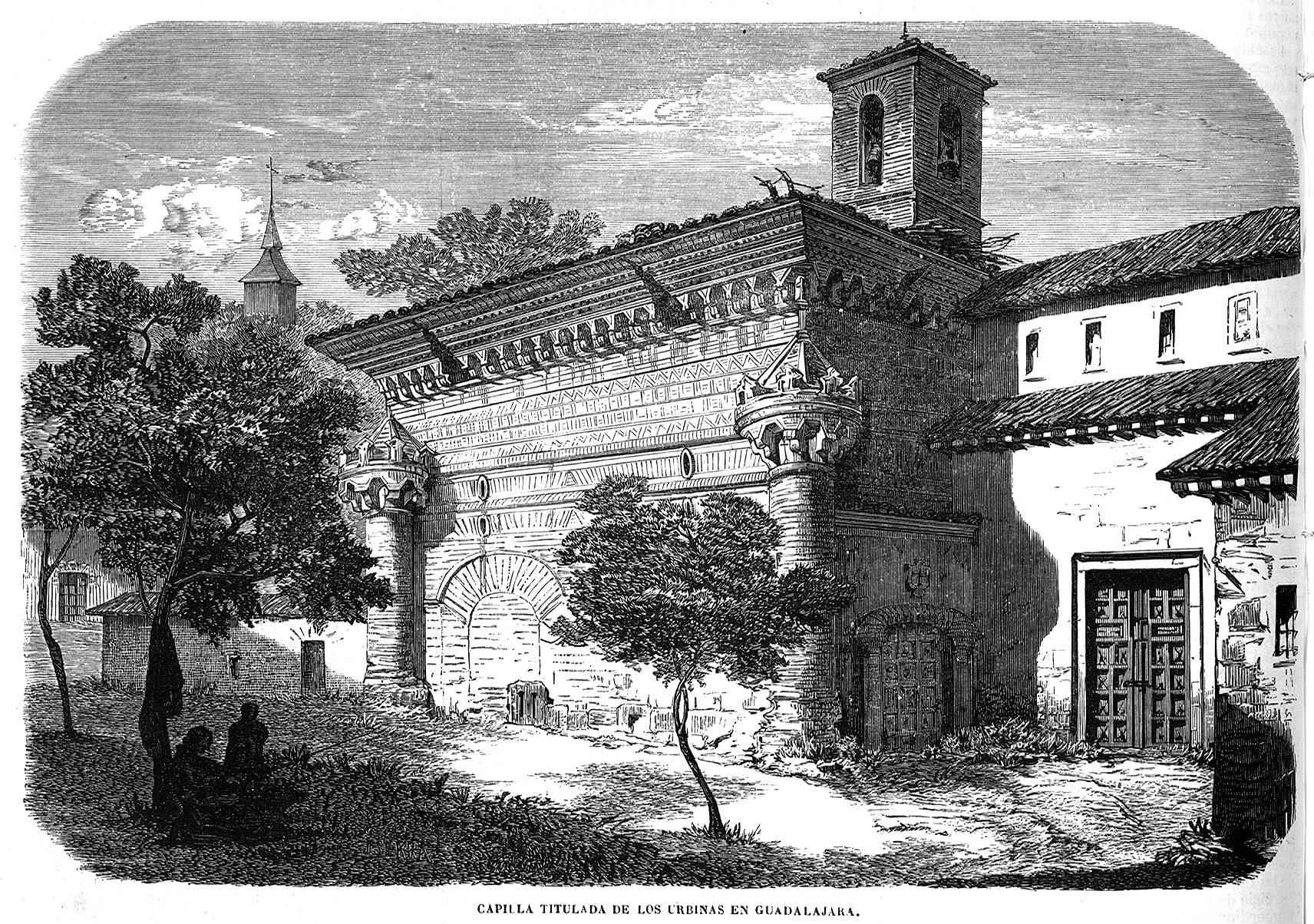
Grabado de la capilla, publicado en 1865 en El Museo Universal.

Otras especiales peculiaridades vuelven a congregarse en la disposición y traza de su interior, donde el capricho manierista imita al último Miguel Ángel. Este magisterio es especialmente notable en los capiteles de las pilastras: mezcla del dórico y jónico, confundidos en el friso de singular entablamento con cabezas de querubines. Al fondo una torrecilla con tribuna, similar a las existentes en el exterior, alberga una escalera de caracol que conduce a la planta de cubierta.
Destaca la decoración pictórica de sus bóvedas. En ellas se representan historias del Antiguo Testamento tomadas de los libros del Éxodo y el Deuteronomio, relatando la historia de Moisés, y de I Reyes, con cuatro escenas dedicadas a Salomón, que en sentido profético, anuncian la llegada del Mesías, combinando con las figuras de profetas y sibilas y alegorías de las virtudes. Se desconoce a los autores de este programa iconográfico, tradicionalmente atribuido en parte a Rómulo Cincinato, artista italiano que llegó a España para intervenir, entre otros proyectos, en la decoración del monasterio de El Escorial y en las pinturas murales del palacio del Infantado, y que habría trabajado en esta capilla solo después de 1580, ya anciano, aunque recientemente se ha dado a conocer la existencia de un contrato firmado en Roma en 1548 por su promotor, el doctor Luis de Lucena (fallecido en 1552), y los pintores Pietro Morone y Pietro Paolo da Montalbergo, cuya llegada a España ese mismo año está documentada.

## Museo

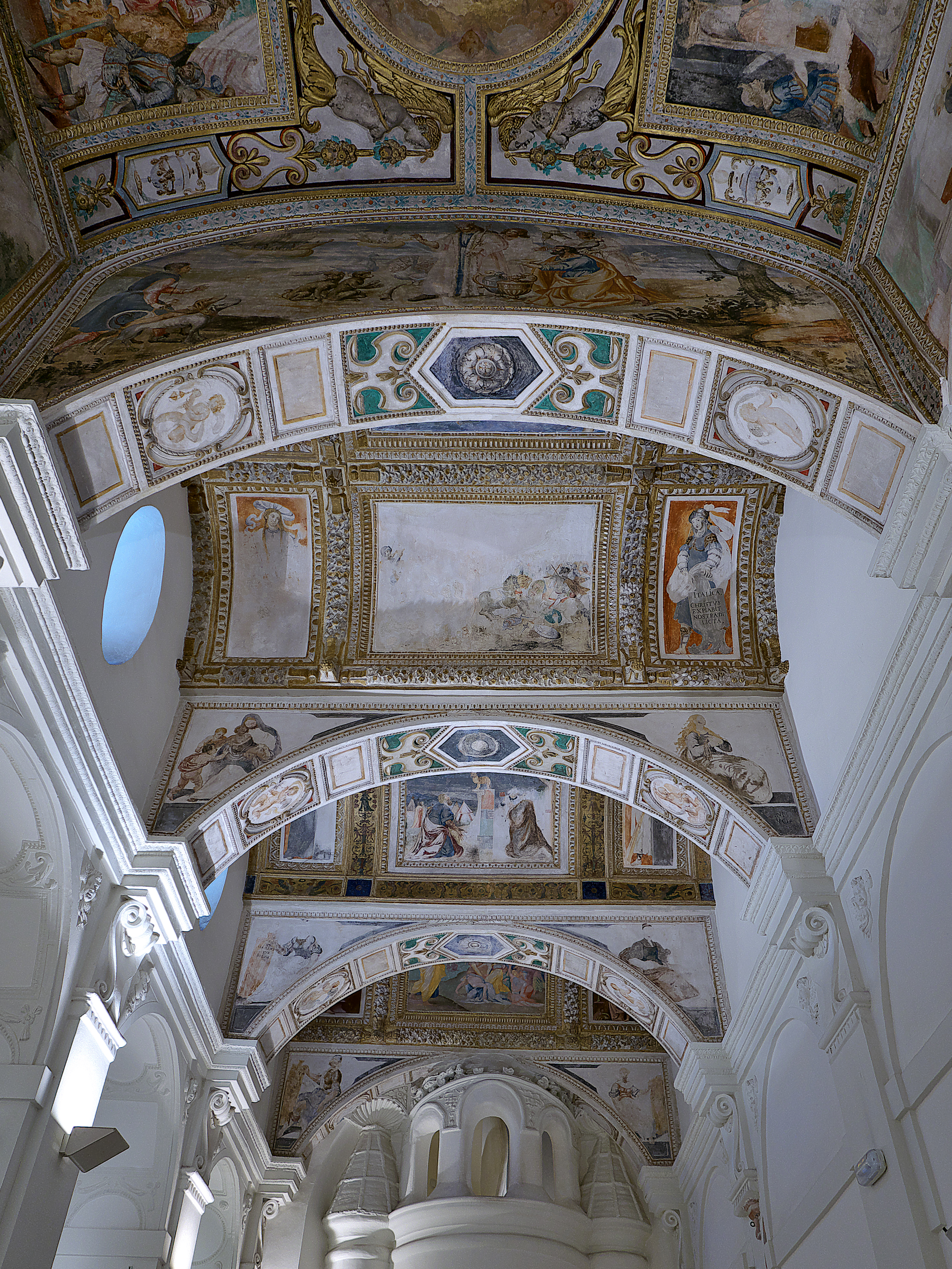
Vista del interior

Desde que el Estado adquiriera a los Urbina esta capilla, su destino no fue otro que el de depósito provisional para obras artísticas y restos arqueológicos rescatados por la Comisión Provincial de Monumentos. De aquellas labores de salvamento provienen las piezas que sirven hoy para conformar la exposición que se muestra al público.

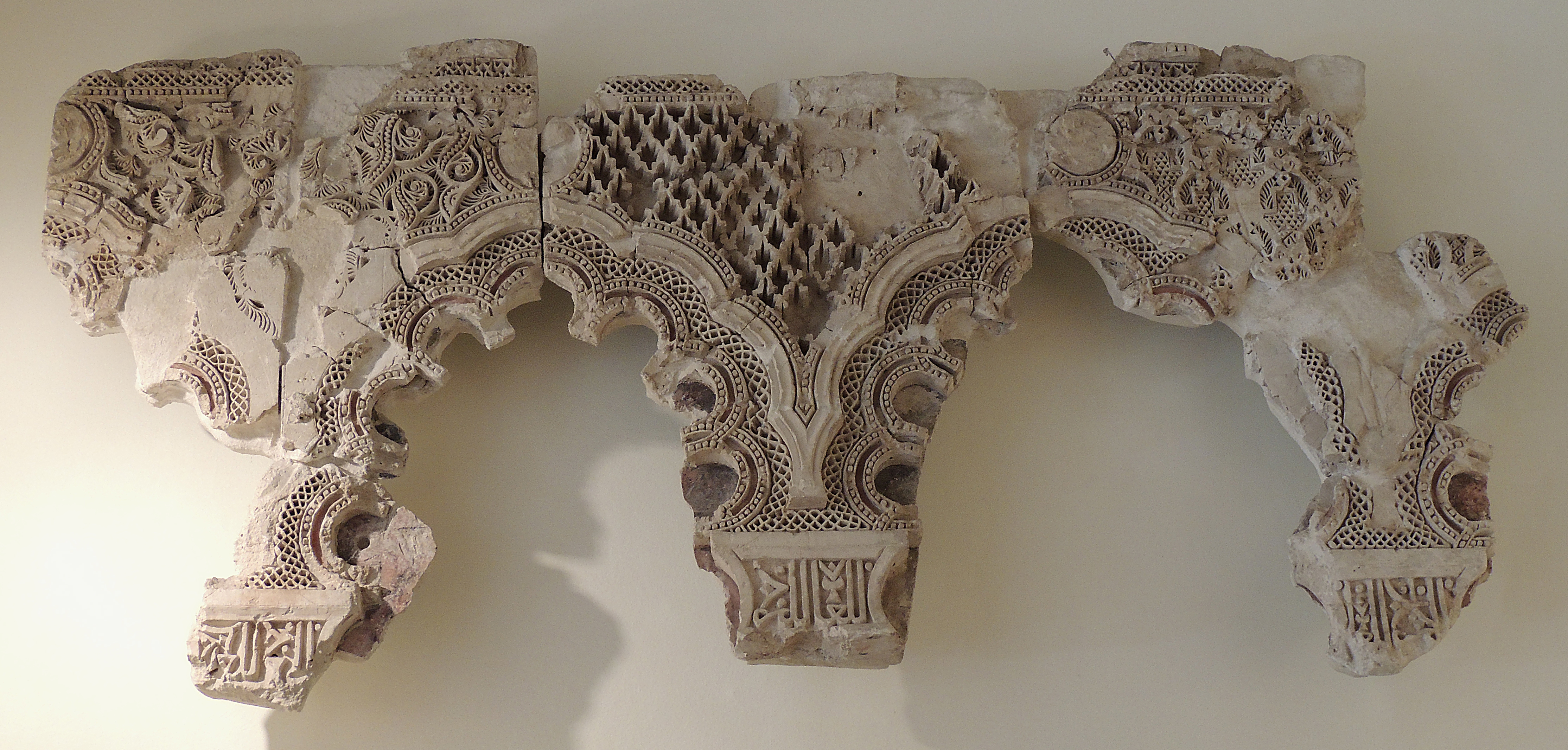
Yeserías de la capilla de los Orozco

En primer lugar, destacan las yeserías mudéjares de la desaparecida capilla de los Orozco, conjunto ornamental de finales del siglo XV con claros paralelismos con las existentes en la sinagoga del Tránsito de Toledo, que fueron rescatadas en 1924 de la iglesia de San Gil cuando fue derribada. Una vez trasladadas a la capilla de los Urbina, las yeserías quedaron recogidas en la planta superior hasta que en 1960 fueron hechas pedazos por unos vándalos.
También son destacables las esculturas yacentes de Juan Sánchez de Oznayo y Mencía Núñez, ejemplos de la estatuaria fúnebre del siglo XVI. Ambas piezas, junto con otras menores aquí expuestas, se extrajeron en 1949 de los muros de la derribada iglesia de San Esteban.
Finalmente, las vitrinas dedicadas a los restos de los sepulcros de los condes de Tendilla, recuperados en 1939 de los calcinados mausoleos existentes en la iglesia de San Ginés, pero originarios de la iglesia de Santa Ana de Tendilla.